# Мацялко Іван Олексійович
Іва́н Олексі́йович Маця́лко (21 вересня 1954, с. Батятичі Львівської області — 28 липня 2007, Львів) — український естрадний співак. Народний артист України. Один із засновників і соліст гурту «Соколи».

## Життєпис
Іван був третім сином у сім'ї Мацялків. Перейнявши від мами любов до пісні, навчався спочатку в Кам'янко-Бузькій музичній школі (клас скрипки), а потім у Дрогобицькому педагогічному інституті на музично-педагогічному факультеті.

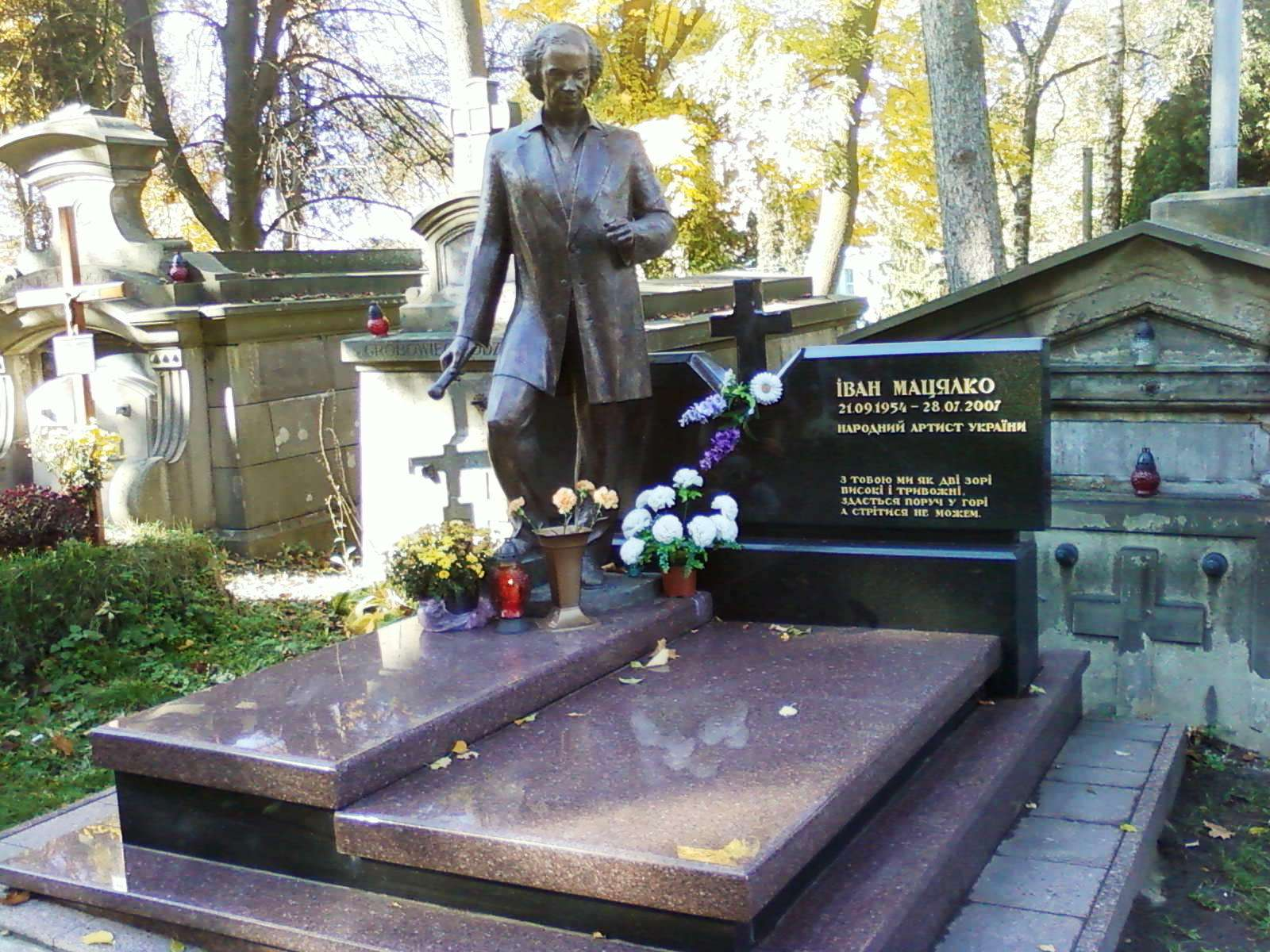
Могила Івана Мацялка на Личаківському цвинтарі

Восени 1983 року став солістом Прикарпатського ансамблю пісні і танцю «Верховина». У січні 1990 року був одним із співзасновників музичного гурту «Соколи». Голос співака добре знали не лише його краяни, а й українська діаспора в Канаді, США, Великій Британії, Югославії, Німеччині, Польщі.
Якийсь час після відходу з гурту «Соколи» співпрацював з гуртом «Світозари».
Наприкінці 2006 року в співака виявили рак щитоподібної залози. Помер 28 липня 2007 року у Львові. Похований на Личаківському цвинтарі у Львові.

### Сім'я
Із дружиною Валентиною Бондар, актрисою Національного драматичного театру імені Марії Заньковецької, познайомився 13 вересня 1993 року в Дрогобичі (Валентина — на 20 років молодшою за Івана). Зустрічалися п'ять років. Захворівши на синдром Рейтера, просив Валентину залишити його, але коли стало краще, пообіцяв обвінчатися в Римі й дотримав слова. Коли наречена завагітніла, то розписалися в Україні, а вінчалися в Італії в римській церкві мучеників Сергія і Вакха. Напередодні весілля молодят благословив Папа Римський Іван Павло II. Народилася донька Ганнуся, яку назвали на честь матері Івана.

## Доробок
- альбом «Приїжджай до Львова»:
  - А чия ти, дівчина, чия (слова: В. Гостюк, музика: О. Гавриш)
  - Келих мій — за любов (слова: А. Канич, музика: С. Петросян)
  - Коли приходиш ти (версія у виконанні Івана Мацялка; слова: В. Крищенко, музика: О. Осадчий)
  - Моя зорина (слова: В. Крищенко, музика: О. Пляченко)
  - Не вір мені, дівчинонько (слова: І. Лазаревський, музика: О. Злотник)
  - Погадай мені, циганко (слова: В. Крищенко, музика: М. Гаденко)
  - Приїжджай до Львова (слова та музика: О. Бойко)
  - Тебе не можна не любити (слова та музика: Б. Кучер)
  - Чому, скажи, чому (слова: М. Бакай, музика: Л. Дутковський)